# جریان جمهوری‌خواهی در اواخر دوره قاجار
جمهوری‌خواهی جریانی بود که در اواخر بهمن سال ۱۳۰۲ ش در ایران تب آن بالا گرفت و در فروردین سال ۱۳۰۳ ش، قرار بود پارلمان آن را تصویب کندو سردارسپه رضا شاه به عنوان اولین رئیس جمهور سوگند یاد کند.
مخالفان جمهوری رضاخانی به رهبری آیت‌الله مدرس سرانجام طرح جمهوری را به باد فنا دادند و آن را به‌عنوان یک نقشه توطئه‌آمیز خارجی برای پیاده‌کردن اصول قرارداد ۱۹۱۹ به رسوایی کشاندند. البته موضوع جمهوریت که یک نگرش مدرن در نوسازی سیاسی محسوب می‌شد، هم از لحاظ فلسفه سیاسی و هم از نظر مبانی فقهی و شرعی، بیشتر از نظام مشروطه سلطنتی قابل دفاع بود؛
البته نظر علما به این خاطر منفی بود که معتقد بودند این جمهوری خواهی دسیسه انگلیسی ها است زیرا با این اندیشه میخواهند جدایی دین از سیاست را رقم زنند. چرا که اندیشه جمهوری خواهی را رضا خان برای اولین بار در ترکیه دید که مصطفی کمال پاشا به تازگی رییس جمهور ترکیه شد و فرایند های سکولاریستی در ترکیه به وقوع پیوست.
اکثر منابع این دوره، اشتراک نظر دارند که نیروهای ملی و سردارسپه و عوامل او، در تبلیغ و ترویج اندیشه جمهوریخواهی نقش اساسی ایفا کردند، و البته شواهد و قراین موجود نیز نظر منابع مذکور را تأیید می‌کنند؛ چنانکه برخی منابع حتی از حمایتهای مالی سردارسپه در این زمینه سخن می‌گویند.
اگر نظر منابع را دراین‌باره بپذیریم، دربارهٔ اهداف و انگیزه‌های سردارسپه فرضیه‌های زیر مطرح می‌شوند:
۱ــ سردارسپه با این اقدام درصدد براندازی سلطنت قاجار و برقراری رژیم جمهوری و سپس تبدیل رژیم جمهوری به حکومت سلطنتی، با «پادشاهی» خود، بود.
۲ــ سردارسپه درصدد تغییر حکومت سلطنتی و برقراری رژیم جمهوری، با «ریاست‌جمهوری» خود، بود.
۳ــ سردارسپه واقعاً فردی جمهوریخواه بود و صرفاً برقراری چنین رژیمی را در ایران دنبال می‌کرد.
اثبات و رد فرضیه‌های فوق بحث فراوانی می‌طلبد. بر این اساس و به منظور دستیابی به نظریه‌ای مشخص و قابل دفاع، پاسخ به برخی پرسشها ضروری به‌نظر می‌رسد:
۱ــ موانع تاریخی شکل‌گیری حکومت جمهوری در ایران چه بودند؟
۲ــ چه عواملی موجب شکل‌گیری و تقویت اندیشه جمهوریخواهی در ایران گردیدند و مروجان چنین اندیشه‌ای چه کسانی بودند؟
۳ــ موافقان و مخالفان جمهوری چه کسانی بودند و چه اقداماتی در این زمینه انجام دادند؟
۴ــ روند حوادث مربوط به جمهوریخواهی چگونه بود؟
۵ــ چه عواملی موجب شکست جریان جمهوریخواهی در ایران گردیدند؟
از مشروطه تا جمهوری
در ایران، از زمان‌های کهن، اندیشه سیاسی حاکم بر کشور، شاه را ظل‌الله تلقی می‌کرد؛ بدین‌ معنا که شاه سایه خدا بر روی زمین محسوب می‌شد و او ضمن برخورداری از فره ایزدی، با اراده خدا بر مردم حکم می‌کرد. در این نظام سیاسی، شاه از قدرت نامحدود برخوردار بود و مردم رعیت او محسوب می‌شدند.

## بررسی تحلیلی حوادث جمهوریخواهی
با گذشت زمان و پس از گذشت حدود بیست‌سال از برقراری حکومت مشروطه در ایران و هم‌زمان با نخست‌وزیری رضاخان سردارسپه، شاهد مطرح‌شدن بحث تشکیل حکومت جمهوری در ایران به‌صورت‌جدی هستیم. کاهش قدرت استبدادی پادشاهان قاجار پس از برقراری رژیم مشروطه، نقش مؤثری در این زمینه ایفا کرد. با محدودشدن قدرت پادشاهان پس از برقراری رژیم مشروطه، سلاطین قاجار دیگر از قدرت لازم برای سرکوب آرا و اندیشه‌های جدید سیاسی برخوردار نبودند و اگرهم قصد چنین کاری را در سر می‌پروراندند، مانند محمدعلی‌شاه دچار عواقب جبران‌ناپذیری می‌شدند. ضعف قدرت سلاطین قاجار در زمان احمدشاه به اوج خود رسید. در کنار دستگاه روبه‌اضمحلال سلطنت، تشکیلات نیرومند ریاست‌وزرایی یا نخست‌وزیری سردارسپه سربرآورد که مروج جمهوریت بود.
اکثر منابع مربوط به این دوره، بر سر این نکته که سردارسپه به اندیشه جمهوریخواهی دامن می‌زد، متفق‌القول‌اند. حتی ملک‌الشعراء بهار[۳] و یحیی دولت‌آبادی[۴] از حمایتهای مالی سردارسپه به منظور پیشرفت در این زمینه مطالبی ذکر می‌کنند. عوامل و کارکنان سردارسپه، مانند تیمورتاش و داور در خارج از مجلس و تدین در داخل مجلس، از فعالان و مبلغان جمهوریت بودند[۵] و این مسئله نشان از ایفای نقش سردارسپه در پشت پرده ماجرای جمهوریخواهی دارد.
سوالی که در اینجا مطرح می‌شود، این است که از چه زمانی و چرا سردارسپه تصمیم به چنین کاری گرفت؟ عبدالله مستوفی معتقد است این اندیشه هنگامی به ذهن سردارسپه خطور کرد که احمدشاه ایران را به قصد اروپا ترک نمود. سردارسپه که احمدشاه را در این سفر تا قره‌سو بدرقه می‌کرد، با مشاهده حالات احمدشاه که ــ به قول عبدالله مستوفی ــ به یک فراری بیشتر شبیه بود تا پادشاهی که موقتاً قصد سفر دارد، به این فکر افتاد. علاوه‌براین، برقراری نظام جمهوری در کشور ترکیه پس از سقوط خلافت عثمانی، اجرای چنین نقشه‌ای را برای رضاخان آسان‌تر می‌کرد.

## مجلس و جمهوریخواهی
اما این، تنها بخشی از کار بود. برقراری رژیم جمهوری می‌بایست از راه قانونی و توسط مجلس صورت می‌گرفت. انتخابات مجلس پنجم در این زمان هنوز پایان نیافته بود. این انتخابات از تابستان ۱۳۰۲٫ش و در زمان ریاست‌الوزرایی مشیرالدوله آغاز شده بود و تا هنگامی‌که سردارسپه در سوم آبان ۱۳۰۲٫ش به ریاست‌الوزرایی رسید، همچنان ادامه داشت. لذا سردارسپه در نخستین اقدام خود در مقام جدید، دو تلگراف به تمام نقاطی که انتخابات در آنجا پایان نیافته بود، مخابره کرد و از آنان خواست در انجام انتخابات، سرعت عمل به خرج دهند. وی برای پیشرفت در امر انتخابات، مأموران ویژه‌ای را نیز به حوزه‌های انتخابیه اعزام کرد.
بدین‌ترتیب انتخابات مجلس پایان یافت و سرانجام مجلس پنجم در روز بیست‌ودوم بهمن سال ۱۳۰۲٫ش توسط محمدحسن‌میرزا ولیعهد آغاز به کار کرد. مجلس بنابر رسم معمول، پس از افتتاح، به‌مدت یک‌هفته تعطیل شد و پس از پایان تعطیلات، از اول اسفند کار خود را با بحث بر سر تصویب اعتبارنامه‌ها آغاز کرد. تاآن‌زمان در هیچ دوره‌ای بر سر تصویب اعتبارنامه‌ها به این اندازه بحث و درگیری پیش نیامده بود. این مسئله از ترکیب حزبی مجلس نشات می‌گرفت که آن نیز، خود، به قضیه جمهوریت مرتبط می‌شد. بنابر نوشته‌های یحیی دولت‌آبادی، احزاب مجلس پنجم عبارت بودند از: «اول هیئت منفردین که از آزادیخواهان معروف تشکیل شده بود. دوم هیئت روحانیون یا هیئت علمیه به ریاست سیدحسن مدرس. سوم سوسیالیستها که در اقلیت بودند. چهارم هیئت اکثریت یا تجددی‌ها که سیدمحمد تدین رهبر آن بود.»
به‌طورکلی مجلس از دو گروه اکثریت طرفدارجمهوری و اقلیت مخالف جمهوریت تشکیل شده بود. جناح اکثریت مجلس را اعضایی از حزب تجدد با چهل نماینده به رهبری سیدمحمد تدین و حزب سوسیالیست با پانزده نماینده به رهبری سلیمان‌میرزا تشکیل می‌دادند. بدین‌ترتیب جمهوریخواهان، پنجاه‌وپنج کرسی از هفتادوپنج کرسی مجلس را در اختیار داشتند. برخی از نویسندگان مانند ملک‌الشعراء بهار معتقدند چنین اکثریتی در مجلس، با اعمال نفوذ سردارسپه و عوامل وی در ایالات (نظیر امیرلشگرها) برای جمهوریخواهان حاصل شد.
در نتیجه مخالفت‌های مدرس بود که کاسه صبر جمهوریخواهان لبریز شد و سرانجام در یکی از جلسات مجلس در روز بیست‌وهفتم اسفند یکی از نمایندگان طرفدار جمهوری به‌نام دکتر احیاءالسلطنه بهرامی، در یکی از راهروهای مجلس، به گوش مدرس سیلی نواخت.
این سیلی اثرات بسیار بدی برای جمهوریخواهان در سطح شهر تهران داشت. در مجلس هم این حرکت به بروز انشقاق در میان فراکسیون جمهوریخواهان منجر شد. ملک‌الشعراء بهار دراین‌باره می‌نویسد: «افرادی که علی‌الرسم و حسب‌الامر، نه با قیود و مقررات حزبی عضو حزب تجدد شده بودند و اکثریتی بزرگ به‌وجود آورده بودند، بهانه خوبی به‌دست آوردند که خود را از قید حزب ــ که شاید صفایی با آن نداشتند و در نهان با جمهوری مخالف بودند ــ بیرون بکشند.» حسین مکی نیز در این زمینه با ملک‌الشعراء بهار هم‌عقیده است: «پس از کتک‌خوردن مدرس، قیافه مجلس تغییر کرد.
علیرغم وقوع چنین حوادثی، حزب تجدد همچنان بر تغییر رژیم پافشاری می‌کرد و در راستای چنین سیاستی بود که در روز سی‌ام اسفند طرح سه ماده‌ای برای تغییر نظام سلطنتی به شرح ذیل به مجلس تقدیم گردید: «مقام رفیع مجلس شورای ملی نظر به تلگراف عدیده‌ای که از تمام ایالات و ولایات و تمام طبقات مملکت در مخالفت با سلاطین قاجاریه و رای به انقراض سلطنت خانواده مذکور رسیده و نظربه‌اینکه تقریباً در تمام تلگرافهای واصله اظهار و تمایل به جمهوریت شده و صراحتاً اختیار تغییر رژیم را به مجلس شورا داده‌اند و چون قانوناً این تلگرافات کافی برای تغییر رژیم نیست، ما امضاکنندگان سه ماده ذیل را به مجلس شورای ملی به قید فوریت پیشنهاد می‌نماییم که به معرض آراء عامه گذاشته شود:
- ماده اول: تبدیل رژیم مشروطیت به جمهوریت.
- ماده دوم: اختیاردادن به وکلاء دوره پنجم که در مورد قانون‌اساسی موافق مصالح مملکت و رژیم تجدیدنظر نمایند.
- ماده سوم: پس از معلوم‌شدن نتیجه آراء عمومی، رژیم به وسیله مجلس شورای ملی اعلام گردد.»[۲۳]

مواد مذکور به کمیسیون دوازده‌نفره‌ای که مأمور بررسی آن شده بودند، واگذار گردیدند و پس از بررسی و تصویب در این کمیسیون برای تصویب نهایی به مجلس ارجاع داده شدند و مقرر گردید تصمیم نهایی در روز دوم حمل (فروردین) سال ۱۳۰۳ با رای مستقیم نمایندگان اتخاذ شود.

## واکنش در برابر جمهوری
تا قبل از سیلی‌خوردن مدرس، مخالفتهای علنی علیه جمهوری چندان ابراز نمی‌شد.
روحانیون به دلایل مذهبی با جمهوری مخالف بودند؛ زیرا آن‌ها جمهوری را با بی‌دینی برابر می‌دانستند. چنین شبهه‌ای زمانی در اندیشه روحانیون ایجاد شد که در کشور همسایه (ترکیه) رژیم جمهوری با جلوه‌های ضددینی برقرارگردید. دراین‌میان سیلی‌خوردن مدرس نیز مزید بر علت شد.
اما آنچه موجبات نارضایتی و مخالفت بازاریان را فراهم می‌آورد، درخواست طرفداران جمهوری، به‌ویژه رئیس نظمیه، محمد درگاهی، از بازاریان جهت تعطیلی بازار در حمایت از جمهوری و اصرار آن‌ها در این زمینه بود. این درحالی بود که بازار در این روزها به واسطه نزدیکی عید نوروز از رونق خاصی برخوردار بود و ازاین‌رو بازاریان حاضر به تعطیل کسب‌وکار خود نبودند.
در چنین شرایطی بود که در روزهای بیست‌وهشتم و بیست‌ونهم اسفند، سه‌نفر از جانب سردارسپه مأمور شدند تا با ولیعهد مذاکره کنند و او را متقاعد سازند از مقام خود استعفا کند. این سه نفر مأمور بودند از جانب سردارسپه به ولیعهد اعلام کنند که در صورت استعفا از حقوق ماهیانه مکفی برخوردار خواهد شد و علاوه‌برآن یکی از قصرهای سلطنتی اطراف تهران نیز با گارد مخصوص در اختیار وی قرار خواهد گرفت؛ درغیراین‌صورت دولت مسئولیتی در قبال امنیت او نخواهد داشت.

## پایان کار جمهوری
بعدازظهر روز دوم فروردین، زمانی‌که قرار بود مجلس تصمیم نهایی را دربارهٔ لایحه جمهوری اتخاذ کند، دسته‌های مختلف از مردم محلات تهران تحت رهبری روحانیون و ائمه جماعات تهران و رؤسای محلات، به‌منظور مخالفت با تصویب لایحه به سوی مجلس رهسپار شدند. شعارها و موضعگیریهای مخالفان نه‌تنها علیه جمهوری بلکه حتی علیه شخص سردارسپه اظهار می‌شد. به‌دلیل ازدحام جمعیت و احتمال بروز درگیریهای بیشتر، تدین به وسیله تلفن از سردارسپه درخواست کمک کرد. سردارسپه به همراه تعدادی از مأموران نظمیه وارد صحن مجلس شد و دستور ضرب‌وشتم و متفرق‌کردن مردم را صادر نمود. بر اثر درگیری میان نیروهای نظمیه و مردم، عده‌ای از مردم مضروب و عده‌ای دستگیر شدند. سردارسپه پس از متفرق‌شدن معترضان، وارد ساختمان مجلس گردید اما رئیس‌مجلس به‌شدت نسبت به این اقدام او اعتراض نمود و حتی او را تهدید به استیضاح کرد. ملک‌الشعراء بهار تعداد کشته‌های مخالفان را چهل نفر برآورد می‌کند. ایرج اسکندری که در این روز خود در میان جمعیت معترضین حضور داشت، به چشم خود شاهد کشته‌شدن کسی نبوده ولی دربارهٔ میزان تلفات در این روز می‌گوید: «بعداً شنیدم که عده‌ای کشته و جماعت بسیاری زخمی شدند.»
پس از واقعه دوم حمل، موقعیت سردارسپه به‌شدت متزلزل شد. لذا وی به منظور تحکیم موقعیت خود، به بهانه تودیع با علمای مهاجر که قصد بازگشت به عتبات را داشتند، به قم مسافرت نمود و در آنجا ضمن ملاقات با آیت‌الله حاج‌آقاجمال اصفهانی، آیت‌الله نائینی و آیت‌الله حائری، به درخواست آنان مبنی بر توقف جمهوریخواهی پاسخ مثبت داد. متعاقب آن، سردارسپه در روز سیزدهم فروردین بیانیه‌ای رسمی با امضای رئیس‌الوزرا و فرمانده کل قوا در انصراف از جمهوریخواهی در روزنامه‌ها و شهر منتشر کرد؛ که پس از آن، علمای مذکور تلگرافی را بدین شرح خطاب به اقشار مختلف مخابره نمودند: «بسم‌الله الرحمن الرحیم. جناب مستطابان حجج اسلام و طبقات اعیان و تجار و اصناف و قاطبه ملت ایران دامت تائیداتهم. چون در تشکیل جمهوریت، بعضی اظهاراتی شده بود که مرضی عموم نبود و با مقتضیات این مملکت مناسبت نداشت لذا در موقع تشرف حضرت رئیس‌الوزرا دامت شوکته برای موادعه به دارالایمان قم، نقض این عنوان و الغاء اظهارات مذکور و اعلام آن به تمام بلاد را خواستار شدیم و اجابت فرمودند. انشاءالله تعالی عموماً قدر این نعمت را بدانند و بدان شکر‌گزار باشند.»
بدین‌ترتیب گرچه تا مدتی کوتاه، گروهی از طرفداران جمهوریت به تبلیغ آن می‌پرداختند، اما پرونده جمهوریخواهی سرانجام بسته شد.